# Amruta Patki
Amruta Patki (sinh ngày 16 tháng 8 năm 1985) là một người mẫu Ấn Độ và từng là nữ hoàng sắc đẹp. Cô đã tham gia Hoa hậu Ấn Độ 2006, sau đó giành được danh hiệu Hoa hậu Trái Đất Ấn Độ 2006 và đại diện cho quốc gia này tại cuộc thi Hoa hậu Trái Đất 2006. Tại đây, cô đã đoạt được vương miện Hoa hậu Không khí (tương đương Á hậu 1).
Hiện tại, Patki làm người mẫu, diễn viên. Cô đã thực hiện vai diễn của mình trong bộ phim Bollywood 2010 Hide & Seek. Bộ phim Marathi début của cô với vai nữ chính Satya Savitri Satyavan phát hành vào tháng 7 năm 2012. Cô cũng được đề cử trong Radio Mirchi Music Awards 2012 với tư cách là ca sĩ début cho Madalasa, bài hát quảng cáo cho bộ phim Marathi của cô. Patki là một người đam mê phiêu lưu và là một phi công nghiệp dư.
Cô đã kết hôn với nhà môi giới chứng khoán Jyotindra Kanekar đến từ Pune vào tháng 1 năm 2017 và hiện hai người đang sống ở Singapore.